# Піратство в Малаккській протоці

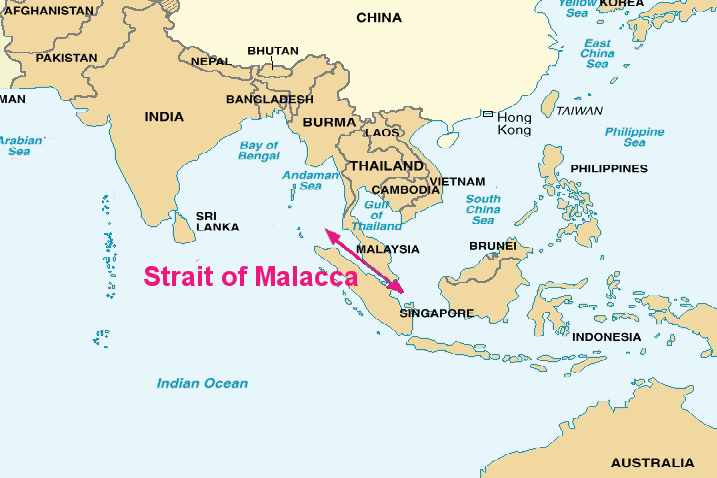
Малаккська протока (позначена двобічною червоною стрілкою)

Піратство в Малаккській протоці — морський розбій, напади на кораблі і пограбування їх вантажів та екіпажів піратами у надважливій для торгового судноплавства Малаккській протоці довжиною 900 кілометрів (550 миль). Відоме принаймні з XIV і продовжує існувати в XXI столітті. З 2005 року скоординоване патрулювання Індонезії, Малайзії, Таїланду та Сінгапуру разом із посиленням безпеки на суднах спричинило різкий спад піратства.
Географія Малаккської протоки створює дуже сприятливі умови для піратства в цьому регіоні. Протягом історії протока була і досі залишається важливим морським сполученням між Китаєм та Індією, що активно використовується для комерційної торгівлі. Протока знаходиться на шляху між Європою, Суецьким каналом, країнами-експортерами нафти Перської затоки та жвавими портами Східної Азії. Вона вузька, містить тисячі острівців і в неї впадають багато річок, що робить її ідеальною для піратів, оскільки забезпечує багато місць для несподіваного нападу і подальшого швидкого зникнення.

## Історія
Піратство в Малаккській протоці було не лише прибутковим способом життя, а й важливим політичним інструментом. Місцеві правителі нерідко покладалися на піратів, щоб здійснювати контроль над регіоном. Наприклад, саме завдяки лояльності піратських екіпажів з народності Оранг-лаут, принц Палембангу Парамешвара, який жив у XIV столітті, пережив спроби експансії сусідніх правителів і зрештою заснував Малакський султанат.
Піратство в регіоні згадується в старовинних китайських текстах, наприклад, мандрівник XIV століття Ван Даюань описав піратів з Брами Драконових зубів (Лун Я Мен — на території сучасного Сінгапуру) і Ламбрі (на Північній Суматрі) у своїй праці Daoyi Zhilüe. Пірати з Лун Я Мен дозволяли китайським джонкам спокійно проходити через протоку на захід, але коли джонки навантажені товарами повертались до Китаю, вони атакували їх двома-трьома сотнями човнів.

Між XV і XIX століттями води Малайзії відігравали ключову роль у політичній боротьбі за владу по всій Південно-Східній Азії. Крім місцевих держав, антагоністи також включали такі європейські колоніальні держави, як Португалія, Нідерланди та Британія. Сучасні дослідження залишків кораблетрощ вітрильних суден, що затонули через шторми, піратство, військові битви та помилки в навігації підтверджують іноземну присутність в Малаккській протоц та Південно-Китайському морі.

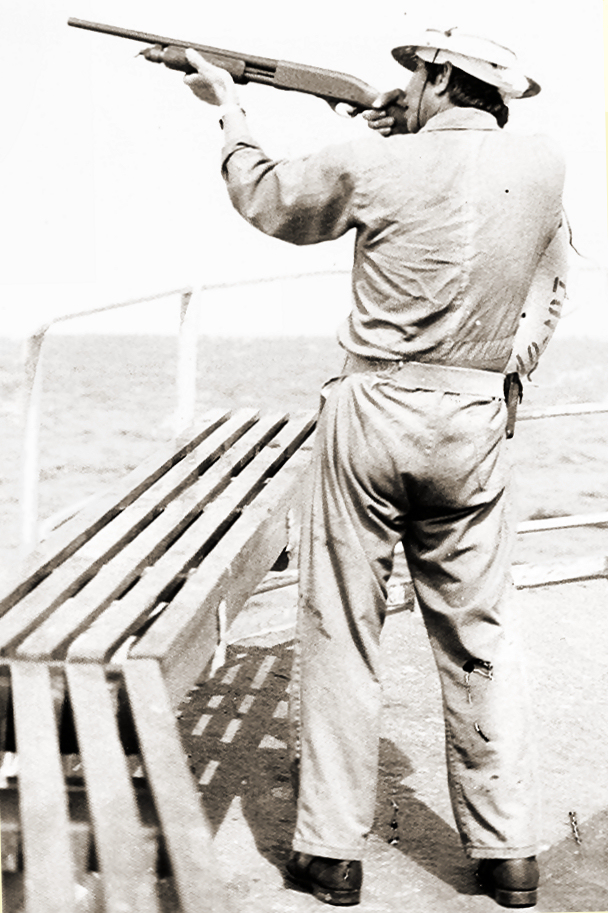
Моряк торгового флоту США під час навчання відбиття піратів у Малаккській протоці, 1984 рік.

У XVIII і XIX століттях піратство в протоці зросло, частково викликане економічним імперативом контролювати прибуткову торгівлю прянощами з європейськими колонізаторами. За словами Чарльза Корна, автора книги «Запахи Едему: розповідь про торгівлю спеціями», «спеції керували світовою економікою в ті часи, як нафта сьогодні»/ Швидке зростання піратства дало Джеймсу Бруку можливість контролювати піратство вздовж частини узбережжя у спосіб, який Британська імперія та Ост-Індська компанія вважали економічно ефективним, що дозволило йому та його нащадкам правити як Білі раджі Сараваку.
У 1830-х роках провідні колоніальні держави в регіоні, Британська Ост-Індська компанія та Голландська імперія погодилися приборкати нестримне піратство. Це рішення, втілене в англо-голландському договорі 1824 року, призвело до створення британських поселень у протоці Малакка - Діндін, Пенанг і Сінгапур, центрів британської адміністрації, спрямованих на контроль піратства та сприяння морській торгівлі. Британська та Голландська імперії фактично провели демаркаційну лінію вздовж протоки, погодившись боротися з піратством на своєму боці лінії. Ця демаркаційна лінія згодом стане сучасним кордоном між Малайзією та Індонезією. Посилення патрулювання та краща морська технологія з боку європейських держав, а також покращення політичної стабільності та економічних умов у регіоні зрештою дозволили європейським державам до 1870-х років значно приборкати піратство в регіоні.
Після відкриття Суецького каналу в 1869 році та зміни маршрутів судноплавства, британці та голландці підписали англо-голландські договори 1870—1871 років, які припинили британські територіальні претензії на Суматру, дозволивши голландцям розв'язати руки в межах їхньої сфери впливу в морській Південно-Східній Азії, одночасно передаючи їм відповідальність за перевірку піратства. Договір зрештою призвів до Ачехської війни.

## Сучасне піратство

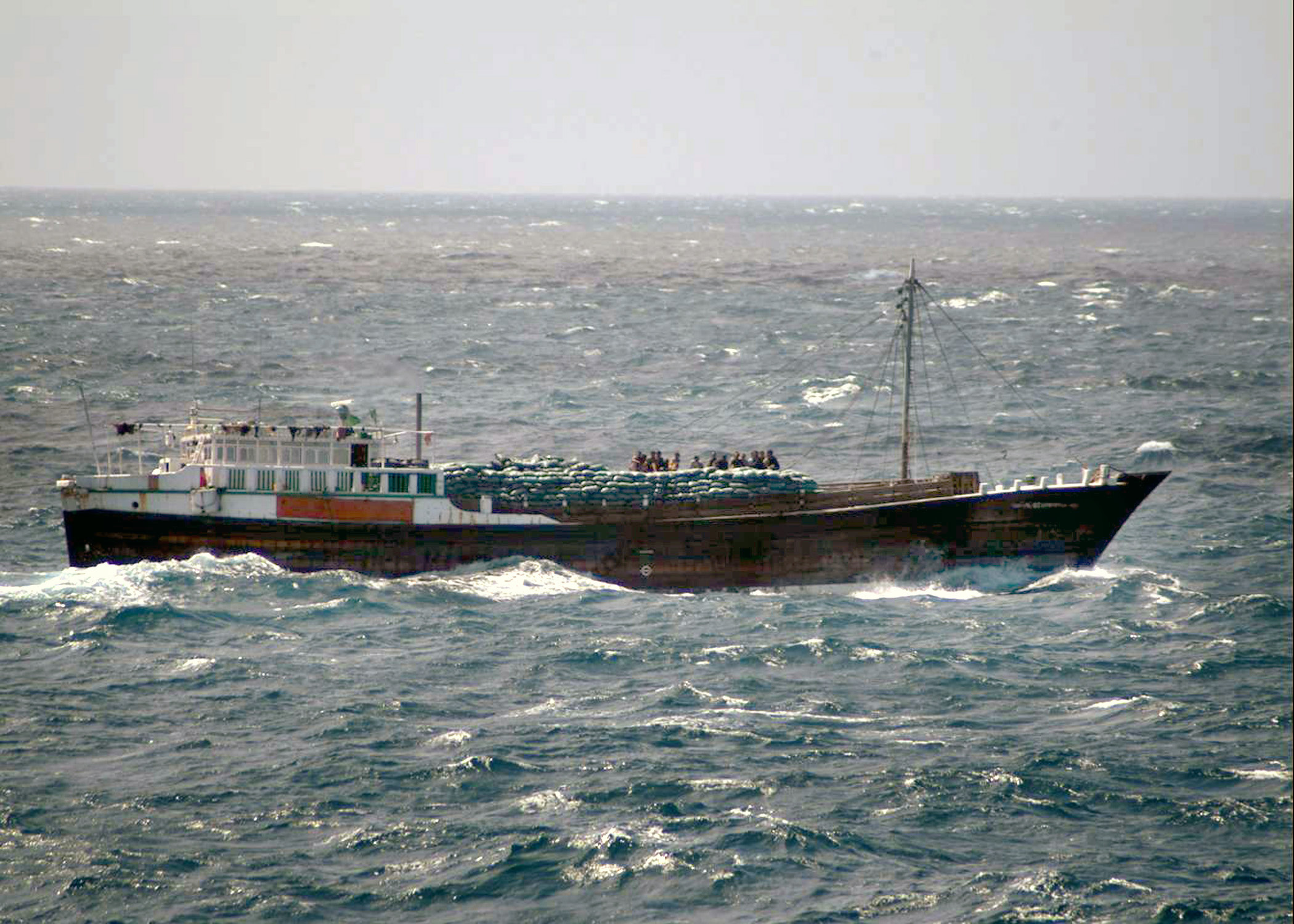
Підозрювані пірати збираються на палубі доу у водах біля західної Малайзії, січень 2006 року.

Міжнародне морське бюро (IMB) повідомляє, що у 2006 році кількість піратських атак у всьому світі знижувалась третій рік поспіль. Атаки на кораблі в морі в 2006 році скоротилися до 239 суден, порівняно з 276 у 2005 році. Ця ж тенденція повторилася в Малаккській протоці, де кількість нападів впала з 79 у 2005 році до 50 у 2006 році. Тим не менш, у 2004 році на цей регіон припадало 40 % світового піратства. IMB повідомив у жовтні 2007 року, що Індонезія продовжує залишатися найбільш постраждалим від піратів регіоном у світі з 37 атак із січня 2007 року, хоча це було покращення порівняно з тим самим дев'ятимісячним періодом 2006 року.
Атаки 11 вересня також посилили передбачувану загрозу піратства, пов'язаного з тероризмом, але експерти Морської адміністрації США (MARAD) відрізняють тероризм від піратства, а піратство — від берегових банд, які грабують кораблі в портах. Деякі спостерігачі стверджують, що не існує єдиної проблеми насильства на морі, а скоріше сукупність проблем, і що різні види насильства вимагають різних засобів захисту.
Крім повітряного та морського патрулювання, для боротьби з піратами використовується різні інші технології. Наприклад, у річному звіті ММБ за 2006 рік зазначено, що з липня 2004 року усі судна з брітто-тонажем понад 500 тон повинні мати на борту системи оповіщення безпеки. Системи безпеки включають пристрої визначення місця розташування судна майже в реальному часі. Крім того, Федерація асоціацій судновласників АСЕАН запустила систему бази даних для надання оновленої інформації про місцезнаходження, типи атак і результати. Система під назвою «Центр обміну інформацією (ISC)» є частиною угоди 14 країн про боротьбу з піратами. За словами постійного секретаря міністерства транспорту Сінгапуру, «піратство є транснаціональною проблемою, і це перший випадок, коли міжнародний орган був створений для вирішення виключно проблеми піратства в Азії».
Жорстокі озброєні пірати, які грабують екіпаж на морі, привертають увагу до заголовків, але безпосередній економічний вплив пограбування на морі невеликий, порівняно з обсягом світової торгівлі в цьому регіоні. Типова піратська здобич обмежується судновими запасами, деталями двигунів, готівкою та особистим майном членів екіпажу. Піратство також має непрямі витрати, включаючи посилення заходів безпеки та стрибки страхових внесків за доставку.
Наприклад, лондонський Ллойд оголосив протоку зоною високого військового ризику з метою страхування, що підкреслює репутацію Малаккської протоки поза законом за останні роки. Ця акція додала премію в розмірі 1 % від вартості вантажу, що «розлютило судноплавні лінії», згідно з повідомленнями новин. Оголошення морського шляху зоною високого військового ризику посилалося на «війну, страйки, тероризм і пов'язані з цим небезпеки». Однак офіційні особи компанії скасували попередження в 2006 році, після того як Сінгапур та Індонезія запустили морське та повітряне патрулювання.
Напади піратів не зупинили 50 тисяч кораблів, які щорічно проходять вузьким проходом. Через нього проходить 40 відсотків світової торгівлі, і він став найважливішим маршрутом транспортування нафти з Близького Сходу на ринки Східної Азії.
За даними IMB, більшість сучасних піратів у регіоні мають індонезійське походження. Серед країн регіону військово-морський флот Індонезії найменше оснащений для боротьби з піратством. Випадки сучасного піратства зазвичай належать до однієї з трьох категорій: ті, хто шукає легкої наживи, ті, хто співпрацює з організованими злочинними синдикатами або належать до них, а також ті, які пов'язані з терористичними чи сепаратистськими групами з політичними мотивами.
Пірати, які шукають лише легкої наживи, зазвичай є злочинцями можливостей. Вони шукають легкі цілі, грабуючи переважно гроші і цінності екіпажів кораблів. Ті, хто належить до організованих злочинних синдикатів, нападають з більшою витонченістю та попереднім плануванням. Їхні операції, які вимагають навичок, координації та фінансування, спрямовані на викрадення великих вантажів або викрадення екіпажів кораблів з метою отримання викупу. Піратство, пов'язане з тероризмом, діє подібно, але відрізняється тим, що шукає фінансування для продовження терористичної діяльності або для політичних заяв.
У 2014 році з'явилася нова стратегія піратства, спрямована на нафтові та дизельні танкери. Це викликало занепокоєння щодо відродження піратства в Малаккській протоці.

### Багатонаціональна співпраця
У 2004 році чотири країни регіону, Індонезія, Таїланд, Малайзія та Сінгапур, посилили зусилля з патрулювання протоки, намагаючись приборкати піратство. Хоча Сінгапур хоче отримати міжнародну підтримку в цих зусиллях, Індонезія та Малайзія виступають проти іноземного втручання. Особливо гостро проблема стоїть в Індонезії. У 2004 році в усьому світі було зареєстровано 325 піратських атак; дев'ять відбулися у водах Малайзії, двадцять у водах Таїланду, вісім у водах Сінгапуру, а найбільша кількість (93 напади) відбулись у водах Індонезії.
Оскільки Індонезія дала зрозуміти, що вона недостатньо оснащена для патрулювання протоки, ВМС Індії та берегова охорона Індії в 2006 році нарешті погодилися приєднатися до багатонаціонального піратського патрулювання в Малаккській протоці. Індія також будує патрульну базу БПЛА на Андаманських і Нікобарських островах для спостереження за Андаманським морем, що прилягає до Малаккської протоки.
Завдяки співпраці між цими країнами, і певною мірою з Таїландом, піратство в регіоні було майже викоренено, зокрема, в 2008 році було зафіксовано лише дві спроби. Але, за словами експерта з піратства Кетрін Зара Реймонд ,
Здається, ця зміна в частоті та масштабах піратських атак не визнається, особливо за межами регіону. Хоча піратство, безумовно, викликало занепокоєння на водних шляхах у минулому і у 2000 році зареєстровано сімдесят п’ять нападів, проте з 2005 року кількість випадків стабільно падає.
21 квітня 2011 року командувач Силами оборони Малайзії генерал Тан Шрі Дато Шрі Азізан Аріфін заявив, що минулого року Малаккська протока досягла «рівня інцидентів, близького до нуля» завдяки співпраці між країнами в патрулі Малаккської протоки (MSP) — Малайзія, Сінгапур, Індонезія та Таїланд.

## Видатні пірати в Малаккській протоці
- Чень Цзуйі (XV століття), флот якого був знищений під час битви з Мінським Китаєм[24]
- Абдулла аль-Хадж (XIX століття)